# Astrid Fugellie
Astrid Fugellie (Punta Arenas, 2 février 1949) est une poétesse chilienne.

## Biographie
Astrid Fugellie suit des cours d'enseignement primaire à l'Université du Chili et travaille comme institutrice à Santiago.
Elle est la fondatrice de la Maison de la Culture à Punta Arenas, et de la publication El Corchete. Elle est aussi locutrice radiophonique.

## Œuvres
- 1966 Poemas
- 1969 Siete poemas
- 1975 Una casa en la lluvia
- 1982 Quién es quién en las letras chilenas
- 1984 Las jornadas del silencio
- 1986 Travesías
- 1987 Chile enlutado
- 1987 A manos del año
- 1988 Los círculos
- 1991 Dioses del sueño
- 1999 Llaves para una maga
- 2003 De ánimas y mandas, animitas chilenas desde el subsuelo
- 2005 La tierra de los arlequines, ese arco que se forma después de la lluvia
- 2005 La generación de las palomas

## Prix
- 1988 : prix de l'Académie chilienne de la langue pour Los círculos.
- Concurso literario Rostro de Chile.
- Diploma de honor en el concurso literario La Prensa Austral.